# 3302 Schliemann
3302 Schliemann (1977 RS6) là một tiểu hành tinh vành đai chính được phát hiện ngày 11 tháng 9 năm 1977 bởi N. Chernykh ở Nauchnyj.